# Philodromus lanchowensis
Philodromus lanchowensis är en spindelart som beskrevs av Schenkel 1936. Philodromus lanchowensis ingår i släktet Philodromus och familjen snabblöparspindlar. Inga underarter finns listade i Catalogue of Life.